# Бања Кулаши
Бања Кулаши се налази у подножју планине Љубић у долини ријеке Укрине, поред пруге Добој-Бања Лука. Носи име села у непосредној близини.

## Историјат
На овим просторима љековита својства воде почели су користити Римљани, који су цијенили топле сумпорне воде, као и друге топле изворе. За властелу, обољеле и рањене борце градили су импресивне грађевине са терапеутским садржајима - базенима и кадама. О високом култу коришћења ових вода говори и чињеница да су их употребљавали током цијеле године и за те потребе постављали и подне цијеви кроз које су пуштали топлу воду за гријање. Доласком Аустроугара на просторе Босне и Херцеговине први пут је извршен попис и опис свих природних извора. Лаза Ненадовић је 1936. године у својој књизи „Кулаше” описао као бању локалног значаја. Завршетком Другог свјетског рата бања је прикључена угоститељском предузећу „Цер” у Прњавору и у његовом саставу је остала све до данас. Осамдесетих година прошлог вијека изграђена је нова бања са стационаром, базенима и кадама, као и садржајима за физикалну терапију. Радила је само сезонски за потребе локалног становништва.

## Улагање у инфраструктуру
Након приватизације и пререгистрације у акционарско друштво „Бања Кулаши”, захваљујући стручном и материјалном ангажовању „Цептер фонда” у цијелости је реновирана и оспособљена да пружа савремене балнеотерапијске и физијатријске услуге током цијеле године. Након реновирања има могућност да пружа и услуге органиације бањских, спортско-рекреативних активности, јер у свом комплексу посједује терене за спортске и рекреативне активности. Мир, блага клима и изразита љековитост термоминералне воде бање деценијама су привлачили и оне који су тражили лијекове својих болести, као и оне који су жељели само да се одморе.

## Здравствене услуге
Традиција „Кулаша” заснива се на изворима изразито љековите термоминералне воде, чија је температура 27 °C. Бактериолошки је потпуно стерилна, а посебне карактеристике су јој високоалкалност и ниска минерализација. У Европи постоје само три, а у свијету седам извора овакве воде. Анализом термоминералне воде бање утврђено је да њено кориштење даје изузетно добре резултате у љечењу: болести бубрега и мокраћних путева, болести ограна за варење, болести женских полних органа, повишен крвни притисак и холестерол, дијабетес, посљедице тјелесних повреда, болести локомоторног апарата, кожне болести.

## Лијечење псоријазе
Термалне воде „Бање Кулаши” показале су видне резултате у лијечењу псоријазе и смањењу тегоба и ублажавању клиничких промјена код псоријатичара и других хроничких кожних болести. Током рада у бањи и праћења тока лијечења обољелих од вулгарне псоријазе дошло се до сљедећих резултата:
1. Након неутралне терапије и кориштења бањске воде псоријатичне промјене су се повлачиле скоро у цијелости, са остајањем резидуалне пигментације;
2. Током купања у базенима покретљивост зглобног система и болови у зглобовима су се враћали у физиолошко стање;
3. Психички пацијенти су показивали видан напредак у односу на своју неизљечиву болест;
4. Заједница са обољелим од исте болести је позитивно дјеловала на болеснике, у смислу враћања самопоуздања, које је код ових болесника често изгубљено;
5. Рецидиви болести након боравка у бањи су постајали све рјеђи, а ново појављивање болести углавном је бивало у блажем облику;
6. Контраиндикације након кориштења бањске воде са осталим облицима лијекова нису забиљежене ни код једног обољелог;
7. Период лијечења и санирања промјена на кожи уз бањску воду је бржи и у просјеку и до 70%. Већина обољелих се лијечило самоиницијативно, због неорганизоване медицинске службе.

На основу досадашњег рада и праћења лијечења обољелих од вулгарне псоријазе у Бањи Кулаши, може се с правом рећи да је вода изузетно корисна за лијечење ове болести. Имајући у виду да досаднашњи начин лијечења вулгарне псоријазе не даје жељене резултате, лијечење бањском водом је добра и сигурна метода без нежељених ефеката.